# Pilidium carbonaceum
Pilidium carbonaceum är en svampart som först beskrevs av Marie Anne Libert, och fick sitt nu gällande namn av Berk. & Broome 1850. Pilidium carbonaceum ingår i släktet Pilidium, ordningen disksvampar, klassen Leotiomycetes, divisionen sporsäcksvampar och riket svampar.   Inga underarter finns listade i Catalogue of Life.